# Aploactinidae
Aploactinidae (Fluweelvissen) zijn een familie van straalvinnige vissen uit de orde van Schorpioenvisachtigen (Scorpaeniformes).

## Geslachten
- Acanthosphex Fowler, 1938
- Adventor Whitley, 1952
- Aploactis Temminck & Schlegel, 1843
- Aploactisoma Castelnau, 1872
- Bathyaploactis Whitley, 1933
- Cocotropus Kaup, 1858
- Erisphex D. S. Jordan & Starks, 1904
- Kanekonia S. Tanaka, 1915
- Matsubarichthys Poss & G. D. Johnson, 1991
- Neoaploactis Eschmeyer & G. R. Allen, 1978
- Paraploactis Bleeker, 1864
- Peristrominous Whitley, 1952
- Prosoproctus Poss & Eschmeyer, 1979
- Pseudopataecus J. W. Johnson, 2004
- Ptarmus J. L. B. Smith, 1947
- Sthenopus J. Richardson, 1848
- Xenaploactis Poss & Eschmeyer, 1980